# Russell Harmer
Russell Harmer   (Cambridge, 5 de novembre de 1896 - 31 d'octubre de 1940) va ser un regatista anglès, vencedor d'una medalla olímpica.
Fill del zoòleg i director del Museu d'Història Natural Sidney Frederic Harmer, va estudiar a l'Uppingham School i a la Royal Military Academy de Woolwich. El 1915 es va incorporar al Royal Corps of Signals. Durant la Primera Guerra Mundial va ser ferit en acció, assolint el grau de capità.
El 1936 va prendre part en els Jocs Olímpics d'Estiu de Berlín, on va guanyar la medalla d'or en la classe de 6 metres del programa de vela. A bord del Lalage, formà tripulació junt a Christopher Boardman, Miles Bellville, Charles Leaf i Leonard Martin.
Va morir el 31 d'octubre de 1940 a Norwich després d'una llarga malaltia.